# Sex-Dagars
Ne doit pas être confondu avec Tour de Suède.
Les Sex-Dagars (en Suède "Sexdagarsloppet"), dits aussi les Six-Jours ou Ronde van Zweden (Tour de Suède "amateurs"), sont une course cycliste suédoise amateurs, disputée de 1924 à 1975 en Suède.
Le Tour de Suède les remplaceront de 1982 à 2002.

## Palmarès
| Année | Vainqueur            | Deuxième                 | Troisième                |
| ----- | -------------------- | ------------------------ | ------------------------ |
| 1924  | Erik Bohlin          | Gunnar Sköld             | Olle Svensson            |
| 1925  | Ragnar Malm          | Olle Svensson            | Holmfrid Eriksson        |
| 1926  | Erik Bohlin          | Georg Johnsson           | A. Bohlin                |
| 1927  | Henry Hansen         | Georg Johnsson           | Erik Eriksson            |
| 1928  | Helmer Strandberg    | Ejnar Aspman             | Karl Karlsson            |
| 1929  | Henry Hansen         | Georg Johnsson           | Hjalmar Pettersson       |
| 1930  | Gösta Björklund      | Hjalmar Pettersson       | Sigvard Eiron.           |
| 1933  | Arne Berg            | Karl Muhrén              | Bernt Carlsson           |
| 1940  | Sven Johansson       | Sigvard Hellberg         | Evert Olsson             |
| 1941  | Sven Johansson       | Sigvard Hellberg         | Harry Jansson            |
| 1942  | Sven Johansson       | Äke Seyffarth            | Harry Snell              |
| 1946  | Nils Johansson       | Erik Törnblom            | Willy Emborg             |
| 1947  | Frans Gielen         | Gunnar Jansson           | Børge Saxil Nielsen      |
| 1949  | Yngve Lundh          | Nils Johansson           | Willy Emborg             |
| 1950  | Yngve Lundh          | Bengt Fröbom             | Nils Johansson           |
| 1951  | Hans Edmund Andresen | Kaj Allan Olsen          | Yngve Lundh              |
| 1952  | Eluf Dalgaard        | Lars Nordwall            | Bengt Fröbom             |
| 1953  | Gunnar Lindgren      | Jørgen Frank Rasmussen   | Christian Pedersen       |
| 1954  | Yngve Lundh          | Lars Nordwall            | Kurt Thuden              |
| 1955  | Karl Johansson       | Kaj Allan Olsen          | Gunnar Wilhelm Göransson |
| 1956  | Gunnar Lindgren      | Gunnar Wilhelm Göransson | Stan Brittain            |
| 1957  | Stan Brittain        | Oswald Declercq          | Paul Nyman               |
| 1958  | Karl Johansson       | Knut Karlsson            | Gunnar Göransson         |
| 1959  | Vagn Bangsborg       | Göran Karlsson           | Niels Baunsøe            |
| 1961  | Herbert Dahlbom      | Owe Adamsson             | Roger Van Heel           |
| 1963  | Roger Swerts         | Gösta Pettersson         | Klaus Ampler             |
| 1965  | Ole Ritter           | Gösta Pettersson         | Willy In 't Ven          |
| 1967  | Gösta Pettersson     | Erik Pettersson          | Jørgen Hansen            |
| 1969  | Gösta Pettersson     | Jupp Ripfel              | Flemming Wewer           |
| 1973  | Bernt Johansson      | Nikolaï Gorelov          | Leif Hansson             |
| 1975  | Tord Filipsson       | Arne Klaveness           | Harry Hannus             |